# Roman einer Verwüstung
Der Roman einer Verwüstung, dänischer Originaltitel: Hærværk, ist ein 1930 in Dänemark erschienener Roman von Tom Kristensen. Erst 62 Jahre später erschien 1992 der Roman in deutscher Sprache im Verlag Volk und Welt.
Der Roman handelt von dem Alkoholiker Ole Jastrau, der als Literaturkritiker bei der Zeitung „Das Tageblatt“ („Dagbladet“) angestellt ist.

## Handlung
„Fürchte die Seele und verehre sie nicht,/
denn sie gleicht einem Laster.“

Der Roman beginnt damit, dass Ole Jstrau, der mit Frau und Sohn in einer Wohnung in der Istedgade auf Vesterbro (Kopenhagen) wohnt, vom Lesen abgehalten wird durch einen Freund aus der Vergangenheit, den Kommunisten Sanders, und durch dessen Kumpel, den Dichter Steffensen.
Die beiden suchen Asyl in Jastraus Wohnung, da sie als Kommunisten von der Polizei gesucht werden. Es ist Wahlabend und wenn die Sozialdemokraten die Wahl gewinnen, wird eine Amnestie für gesuchte Kommunisten ausgesprochen werden. Während des Besuchs verhöhnen die beiden Jastrau deswegen, weil er bürgerlich und gesetzt geworden ist, und erinnern ihn an seine sozialistische Vergangenheit als experimentierender Dichter.
Jastraus Ehefrau Johanne ist unzufrieden mit der Situation und beschließt, mit ihrem Sohn bei ihren Eltern zu übernachten. Jastrau hingegen flüchtet in die Redaktion und die nahe gelegene Bar (Bar des Artistes), wo er sich besäuft. Hier erfährt er außerdem von Arne Vuldum, dem Kritiker für ausländische Literatur der Zeitung, dass der Dichter Steffensen in Wirklichkeit Stefani heißt und Sohn des Apothekers H. C. Stefani ist, der ein Buch schrieb, über das Jastrau gerade eine Kritik geschrieben hat.
Am nächsten Morgen haben die Sozialdemokraten die Wahl gewonnen und die beiden Flüchtigen können die Wohnung verlassen. Noch vorher hat Jastrau einige der Gedichte gelesen, die Steffensen im Laufe der Nacht geschrieben hat. Hier liest er u. a. diese Sätze, die, abgesehen davon, dass sie dem Roman seinen Titel gegeben haben, bezeichnend sind für die Gefühle, die Jastrau und der Dichter beide teilen.

„Men min angst maa forløses i længsel

og i syner af rædsel og nød.

Jeg har længtes mod skibskatastrofer

og mod hærværk og pludselig død.“

„Meine Angst braucht Erlösung in Sehnsucht

in Visionen von Schrecken und Not.

Ich hab Sehnsucht nach Schiffskatastrophen

nach Verwüstung und plötzlichem Tod.“

Der Besuch der beiden hat in Jastrau ein schlechtes Gewissen geweckt. Er beginnt bald zu denken, dass er seine revolutionäre und dreiste Jugend als Dichter verraten hat. Er beschließt, zu Anfang unbewusst, später bewusst, „vor die Hunde“ zu gehen, d. h. sich totzutrinken. Das Ganze wird nicht besser dadurch, dass Steffensen auftaucht und übernachten will, wütend darüber, dass die Gedichte, die er geschrieben hat, und die Jastrau dem Tageblatt zur Veröffentlichung gegeben hat, mit dem Namen Stefani darunter gedruckt wurden. Jastrau erfährt bald, dass in der Stefani-Familie eine Geschlechtskrankheit floriert, die geteilt wird sowohl vom Sohn als auch vom Vaters und verbreitet wird durch die Ausschweifungen von beiden. Steffensen ist in Kopenhagen mit dem Zimmermädchen der Familie zusammen, die er mit der Krankheit angesteckt hat oder auch nicht. Offensichtlich hat Steffensen ebenso vor, sich totzutrinken, und die beiden, Jastrau und er, enden bald in einer destruktiven Spirale aus Trinken und Nichtstun.
Als sie endlich beschließen, in ihrem ständigen Niedergang zu reagieren, geschieht dies in Form eines missglückten Aufruhrs gegen den herablassenden Sanders und die kommunistische Lebensanschauung, für die er steht, und in Form von Verwüstung gegen die katholische Kirche, für die Vuldum versucht hat, Jastrau zu interessieren.
Der Roman geht weiter mit einer lebendigen Beschreibung von Jastraus Abstieg, der viele Brücken hinter sich abbrennt. Der Höhepunkt ist, als er bei einem Besuch einer Hure, die zufälligerweise eine Hofwohnung gegenüber seiner eigenen hat, seine eigene Wohnung in Flammen aufgehen sieht.
Zum Schluss bekommt er von einem der Redakteure beim Tageblatt, dem Konservativen Kryger, eine Reise nach Deutschland angeboten. Ein schlecht versteckter Versuch, Jastrau aus seiner negativen Selbstzerstörung herauszuziehen. Der Roman endet zweideutig, da er nicht verrät, ob er das Angebot annimmt oder beim Trinken in Kopenhagen untergeht.

## „Roman einer Verwüstung“ als Schlüsselroman
Tom Kristensen war in den 1920er Jahren Mitarbeiter bei der Zeitung Politiken und es ist angedeutet worden, dass der Roman in Wirklichkeit ein Schlüsselroman ist, der wirkliche Begebenheiten und Personen während der Wahl von 1929 schildert. Zeitgenossen bezeugten denn auch, dass viele der Figuren im Roman Schilderungen von wirklichen Personen sind, und die Rezeption des Buches, als es 1930 herauskam, beinhaltete viel Verärgerung über das Preisgegebene.
So wurde gesagt, dass das Tageblatt die Politiken wäre, Vuldum der Literaturkritiker Kai Friis Møller wäre und Redakteur Iversen Henrik Cavling. Die Bar des Artistes wäre die Bar im Hotel Kong Frederik am Rathausplatz in Kopenhagen, Tom Kristensens Trinkprobleme wären korrekt usw. Tom Kristensen räumt selbst in einem Interview die Übereinstimmung dieser Personen ein, aber Steffensen und die Familie Stefani und die Handlung des Buches selbst sind Fiktion – eine psychologische Schilderung des Kampfes eines Mannes, um die Verbindung zwischen Vergangenheit und Gegenwart herzustellen.

## Ausgaben
- Hærværk. Gyldendal, København 1930. Erstausgabe
- Roman einer Verwüstung. Aus dem Dänischen von Gisela Perlet. Verlag Volk und Welt, Berlin 1992, ISBN 3-353-00855-1.
- Absturz. Aus dem Dänischen von Ulrich Sonnenberg. Nachwort von Sebastian Guggolz. Guggolz Verlag, Berlin 2023, ISBN 978-3-945370-43-8.

## Verfilmung
Der Roman einer Verwüstung wurde 1977 unter dem dänischen Originaltitel Hærværk von Ole Roos mit Ole Ernst in der Hauptrolle verfilmt.